# Theodor Wotschke
Theodor Wotschke eigentlich: Theodor Otto Gustav Wotschke (* 23. März 1871 in Meseritz; † 11. September 1939 in Pratau) war ein deutscher Historiker, Philosoph, evangelischer Theologe und Lehrer.

## Leben
Theodor wurde als Sohn des Fabrikbesitzers und Kaufmanns Berthold Wotschke († 1878) und der Gutsbesitzertochter Charlotte Triebel geboren. Nach dem Besuch des Gymnasiums in Meseritz, begann er 1890 ein Studium der Theologie und Philosophie an den Universitäten Halle-Wittenberg, setzte dieses 1892 an der Universität Berlin und später in Breslau fort. Nachdem er 1893 in Posen sein erstes theologisches Examen bestanden hatte, besuchte Michaelis 1895 das evangelische Predigerseminar in Wittenberg und bestand 1895 sein zweites theologisches Examen.
An der Universität Leipzig promovierte er 1896 zum Dr. phil., wurde am 31. Oktober 1897 in Posen zum Hilfspfarrer in Gogolin ordiniert und arbeitete ab 1900 als Hilfspfarrer sowie Religionslehrer in Ostrowo. Nachdem er 1903 eine Pfarrstelle in Santomischel übernommen hatte, erwarb er sich 1906 in Breslau die Lizentiatenwürde der Theologie. 1912 wechselte er als Pfarrer nach Eutzsch und wurde am 16. Mai 1915 Pfarrer in Pratau, wo er bis zu seiner am 1. April 1937 erfolgten Emeritierung wirkte.
Wotschke, der perfekt die polnische Sprache beherrschte, befasste sich mit der Geschichte des Protestantismus in Preußen, Litauen, Schlesien und Polen. Zahlreiche seiner Aufsätze beschäftigten sich mit den Aspekten der Geschichte des Pietismus und den Grundlagen der lutherischen Reformationsgeschichte. Hierzu publizierte er unter anderem im Archiv für Reformationsgeschichte. Für seine zahlreichen regional- und überregional bedeutenden Beiträge, erhielt er 1917 die theologische Ehrendoktorwürde der Universität Halle-Wittenberg. Seine letzten Lebensjahre verbrachte er vor allem bei der Familie seines Sohnes in Piesteritz.

## Familie
Wotschke verheiratete sich am 25. August 1898 in Pratau mit Elisabeth Berndt (1876–1964), der Tochter des Rittergutsbesitzers Bruno Berndt und dessen Frau N.N. Hubrig. Aus der Ehe stammen zwei Söhne und zwei Töchter. Von den Kindern kennt man:
- Johannes Wotschke (* 20. Juni 1899 Gogolin; † 11. November 1988 in Hannover) verh. 7. November 1925 mit Ilsa Schütte (1902–1993)
- Charlotte Wotschke (* 12. September 1900)
- Margarethe Wotschke (* 2. Februar 1902)
- Rudolf Wotschke (* 17. April 1904)

## Schriften (Auswahl)

### Monographien
- Fichten und Erigena. Darstellung und Kritik zweier verwandter Typen eines idealistischen Pantheismus. Dissertation, Leipzig 1896.
- Der Briefwechsel der Schweizer mit den Polen. Leipzig 1908.
- Geschichte der Reformation in Polen. Verein für Reformationsgeschichte, Leipzig 1911.
- Die Reformation im Lande Posen, 3 Bände. Oskar Eulitz, Lissa in Preußen 1913.
- Polnische Studenten in Heidelberg. Priebatsch’s Verlagsbuchhandlung, Breslau 1926.
- Das grosse Elbehochwasser 1655. Verlag Adolf Tietze, Wittenberg 1926.
- Hilferufe nach der Schweiz. Concordia Sp. Akc, Posen 1929.
- Der Pietismus in Moskau. Verlag der Historischen Gesellschaft für Posen, Posen 1930.

### Aufsätze
- Zur Geschichte der Unitarier in der Mark. In: Jahrbuch für brandenburgische Kirchengeschichte, Jg. 7/8 (1911–1912), S. 161–223.
- Die unitarische Gemeinde in Meseritz-Bobelwitz. In: Zeitschrift der Historischen Gesellschaft für die Provinz Posen 26 (1911), S. 161–223, bes. S. 196 (Google-Books; eingeschränkte Vorschau).
- Calovs Historia syncretistica. In: Zeitschrift für Kirchengeschichte, Jg. 36 (1916), S. 424–458.
- Die polnischen Unitarier in Kreuzburg. In: Correspondenzblatt des Vereins für Geschichte der evangelischen Kirche Schlesiens, Jg. 12 (1921), S. 1–28.
- Cyprians Berufung nach Kiel 1725. In: Zeitschrift der Gesellschaft für Schleswig-Holsteinische Geschichte. Bd. 55 (1926), S. 402–413 (Digitalisat).
- Briefe des Lübecker Superintendenten Johann Gottlieb Carpzov. In: Zeitschrift der Gesellschaft für Schleswig-Holsteinische Geschichte. Bd. 55 (1926), S. 414–449 (Digitalisat).
- Schleswig-Holstein und die polnischen Brüder. In: Schriften des Vereins für Schleswig-Holsteinische Kirchengeschichte, 2. Reihe (Beiträge und Mitteilungen), Bd. 8, 1926, S. 62–87.
- Friedrich Brecklings niederrheinischer Freundeskreis. In: Monatshefte für katholische Kirchenmusik (MRKG), Jg. 17 (1927), S. 3–21.
- Briefe vom Niederrhein an Spener und Francke. In: Monatshefte für katholische Kirchenmusik, Jg. 17 (1927), S. 129–154 und 186–189.
- August Hermann Franckes rheinische Freunde in ihren Briefen (1701-1724). In: Monatshefte für Rheinische Kirchengeschichte, Jg. 22 (1928), S. 81–92, 103–123, 151–158, 175–186, 206–219, 236–251, 264–278, 308–320, 343–350 und 366–373.
- Der märkische Freundeskreis Brecklings. In: Jahrbuch für brandenburgische Kirchengeschichte (JBrKG), Jg. 23 (1928), S. 134–203 und Jg. 24 (1929), S. 168–177.
- August Hermann Frankes Debora. In: Neue Kirchliche Zeitschrift, Jg. 20 (1929), S. 264–283 und 292–303.
- Speners und Franckes rheinische Freunde in ihren Briefen. In: Monatshefte für katholische Kirchenmusik, Jg. 19 (1929), S. 321–357 und Jg. 21 (1931), S. 331–348.
- Der Pietismus in Thüringen. In: Thüringisch-Sächsische Zeitschrift für Geschichte und Kunst, Jg. 18 (1929), S. 1–55.
- Prophet Schanenfeld in Köln. In: Monatshefte für Rheinische Kirchengeschichte, Jg. 27 (1933), S. 26–28.
- Polnische und litauische Studenten in Königsberg. In: Jahrbücher für Kultur und Geschichte der Slaven Neue Folge, Jg. 6 (1930), S. 428–447.
- Aus Wittenberger Kirchenbüchern. In: Archiv für Reformationsgeschichte (ARG), Jg. 29 (1932), S. 169–223.
- Vom Tode der Zionsmutter Anna Eller 1743 in Ronsdorf. In: Monatshefte für rheinische Kirchengeschichte, Jg. 27 (1933), S. 28–31.
- Schwärmerbriefe. In: Monatshefte für katholische Kirchenmusik, Jg. 29 (1935), S. 12–27.
- Urkunden zur Geschichte des Pietismus in der Nordmark. In: Schriften des Vereins für Schleswig-Holsteinische Kirchengeschichte, 2. Reihe (Beiträge und Mitteilungen), Bd. 9, 1935, S. 453–499.
- Der Pietismus in der Provinz Sachsen. In: Zeitschrift des Vereins für Kirchengeschichte der Provinz Sachsen und des Freistaates Anhalt, Jg. 37/38 (1940), S. 38–84.